# Núcleo Museológico de Estremoz
El Núcleo Museológico de Estremoz, también conocido como Museo Ferroviario de Estremoz, es un museo de tipo ferroviario en la ciudad de Estremoz, en el Distrito de Évora, Alentejo, en Portugal. Está instalado en la interfaz ferroviaria desactivada, que era hasta la década de 1990 término de la Línea de Évora y de los ramales de Vila Viçosa y de Portalegre.

## Características
Instalado en las antiguas cocheras de la Estación Ferroviaria de Estremoz, este museo busca representar la historia del transporte ferroviário en Portugal, a través de la presentación de varias piezas, como material circulante y herramientas, y de documentación gráfica.
El contenido del museo incluye, entre otras piezas, varias locomotoras de tracción a vapor, como la motora 020-001, que formaba parte de una familia de locomotoras, construidas en Alemania en 1882 por el fabricante Sächsische Maschinenfabrik, comúnmente conocidas en Portugal como ratinhas; otra locomotora que destaca es la 005, más conocida como Maria Alice, producida en Bélgica en 1901 por la firma John Cockerill, que fue la única locomotora con caldera vertical en Portugal.